# Clinteria belli
Clinteria belli är en skalbaggsart som beskrevs av Oliver Erichson Janson 1901. Clinteria belli ingår i släktet Clinteria och familjen Cetoniidae. Inga underarter finns listade i Catalogue of Life.